# Collegiata di San Giovanni Battista (Imperia)
La basilica collegiata di San Giovanni Battista è il principale luogo di culto cattolico di Oneglia, uno dei due rioni principali della città di Imperia; sorge nel centro dell'abitato storico, nella via e piazza omonima, da sempre centro della vita cittadina. L'abside è rivolta ad est. La chiesa è stata eretta a basilica minore il 24 giugno 2017  nel giorno della festa patronale di San Giovanni Battista.

## Esterno
La chiesa, la cui consacrazione risale al 1762, fu costruita dal 1739 al 1759 su progetto dell'architetto onegliese Gaetano Amoretti, sul luogo di una chiesa precedente. Il lungo tempo di realizzazione fu dovuto alla movimentata storia del periodo, che portò non pochi problemi alla cittadinanza.
La costruzione è in stile tardo barocco genovese, con la pianta a croce latina e tre navate con cupola.
La bianca facciata a tre portali, ad andamento curvilineo, fu terminata nel 1832 a imitazione di quella di Santa Maria della Quercia a Roma, del 1727.
Il Terremoto di Diano Marina del 1887 scosse il duomo e Giacomo Agnesi ne rinforzò la stabilità. Seguirono lavori di restauro degli interni nel 1889.
Il duomo è elegantemente completato da un alto campanile nello stesso stile (il più alto dell'abitato). Entrambi sono stati recentemente restaurati e riportati ai colori originari (vedere le foto qui a fianco e nelle vedute di Oneglia): 
- per la chiesa: bianco grigiastro per la facciata e giallo ocra per le pareti esterne
- per il campanile: due tonalità di ocra e rosso mattone per le pareti, mattonelle smaltate di maiolica verde scuro per la cupola.

Il sagrato ha una tipica decorazione ligure, con spirali geometriche realizzate con ciottoli marini bianchi e neri.

## Interno

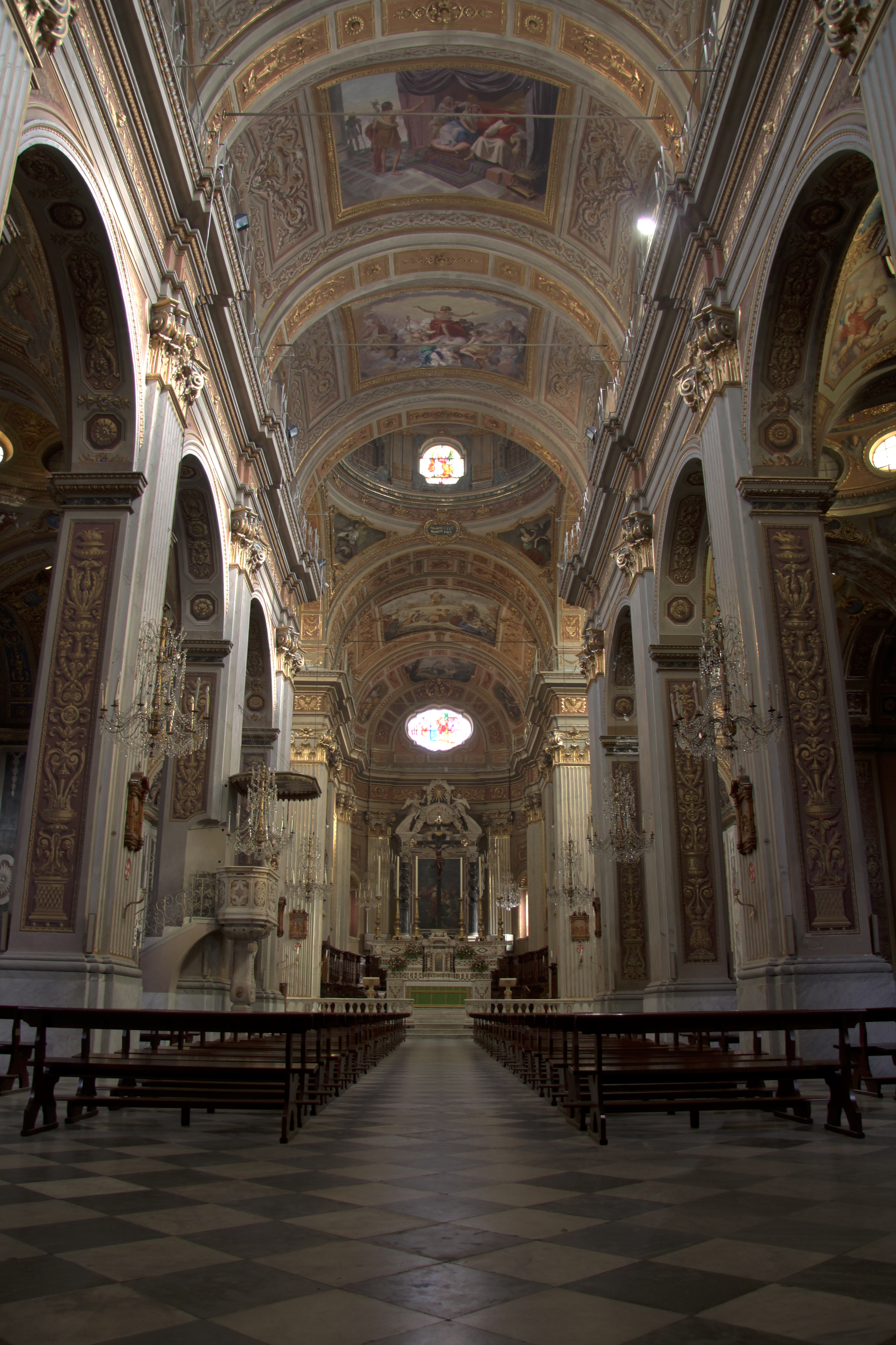
Veduta della navata principale

All'interno, il tempio è decorato in stile barocco colorato, con evidenti dorature e numerosi affreschi, in vistoso contrasto con il neoclassico duomo di Porto Maurizio, praticamente monocromatico (con stucchi ad imitazione del marmo) e ben più severo.
Vi sono conservate varie opere settecentesche, tra cui l'altare maggiore in marmi policromi del 1793, il coro ligneo intagliato del 1736, un crocifisso del Seicento e la Madonna del Rosario di Giovanni Battista Garaventa. Uno dei due tabernacoli marmorei ai lati del presbiterio è opera di Pace Gaggini (1516).
L'organo, costruito da Lingiardi (Pavia) e Bonizzi (Ombriano presso Crema), risale al 1874 ed è stato restaurato e ricostruito con somieri e trasmissioni meccaniche, pur mantenendo la struttura a tre tastiere e pedaliera a seguito dell'intervento subito nel 1961.

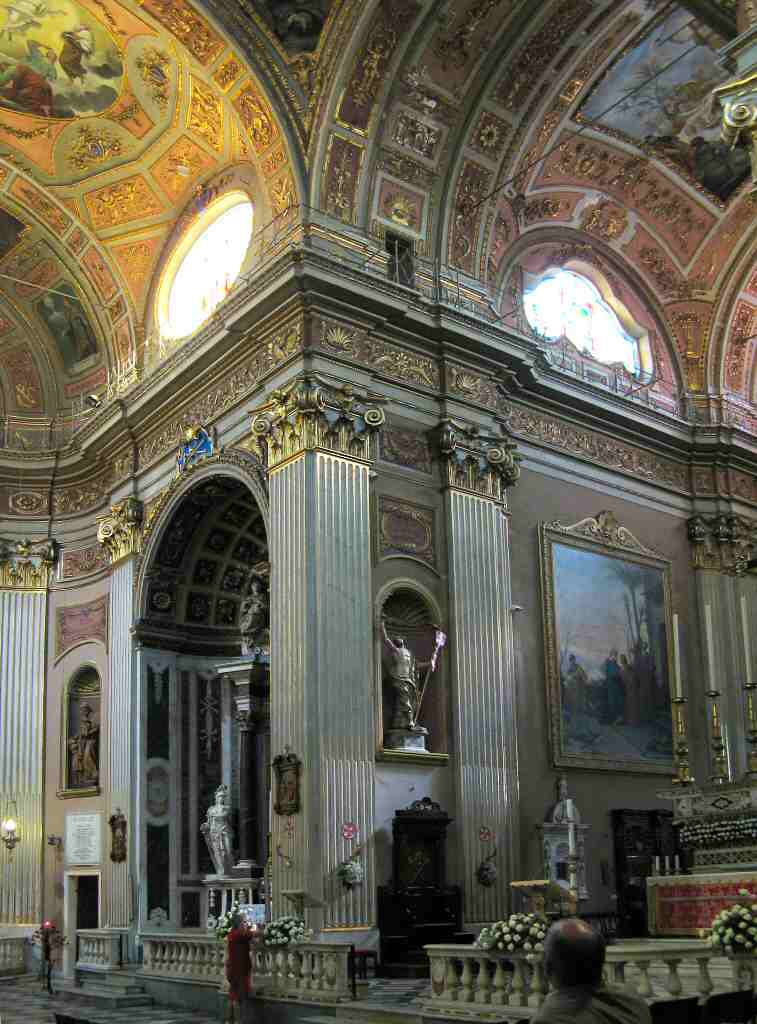
L'interno barocco di S. Giovanni
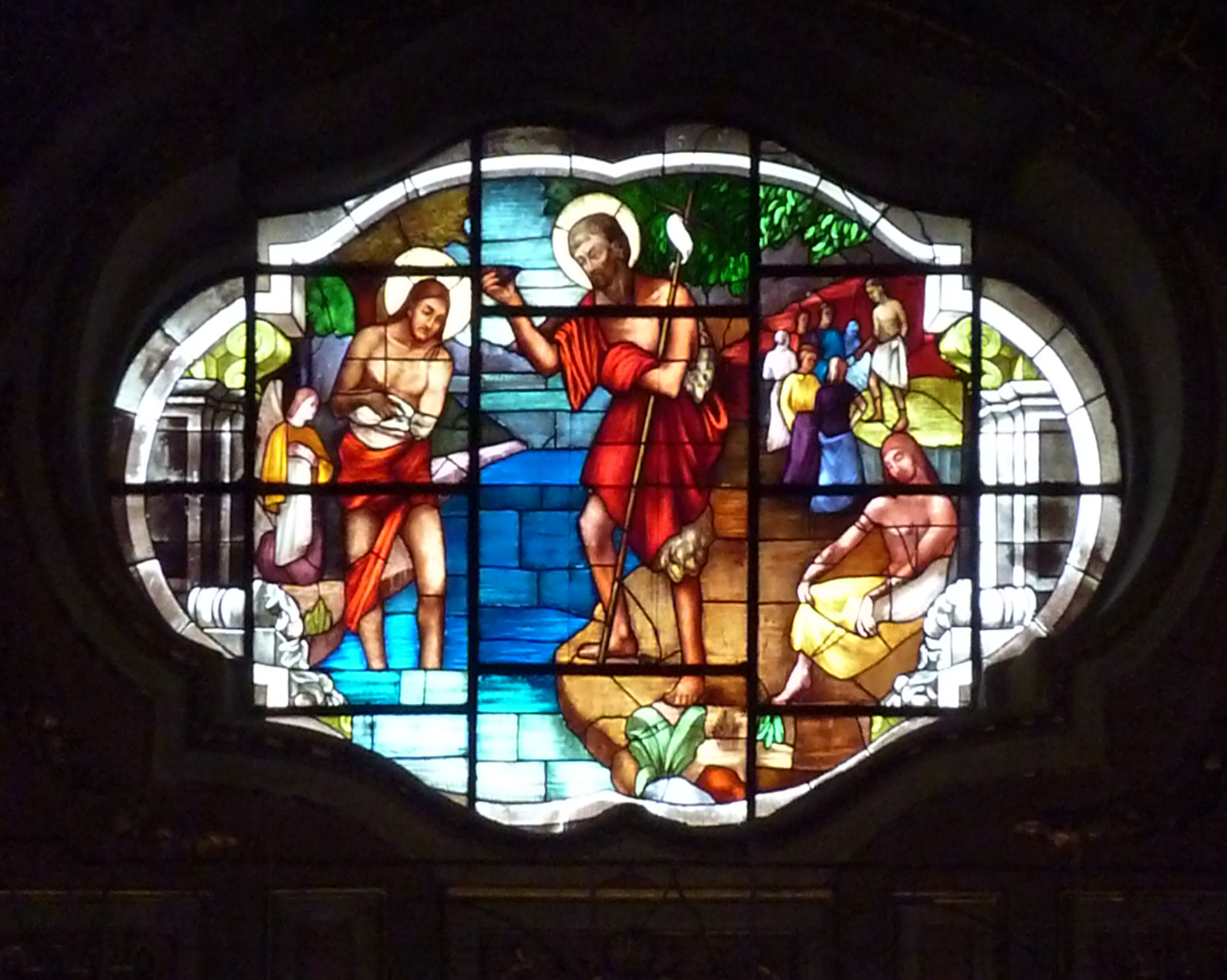
La vetrata sovrastante l'altare maggiore
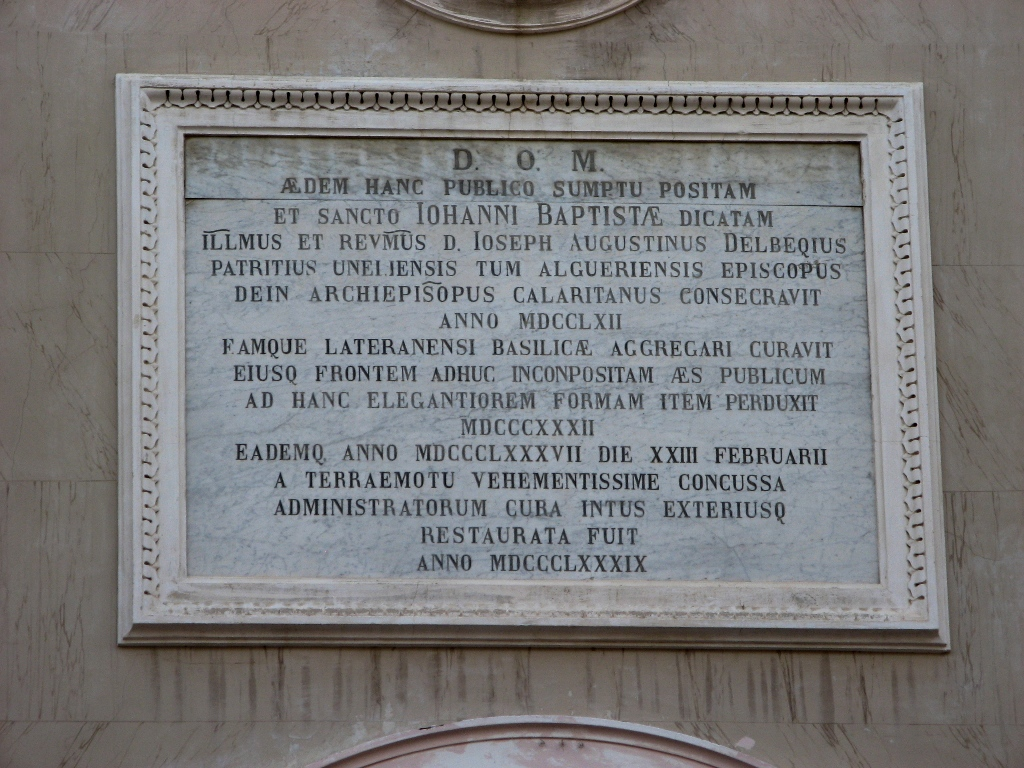
La lapide del 1889 sul frontale della facciata

## Le lapidi storiche
Sulle pareti della chiesa sono esposte alcune storiche lapidi. 
- Tra queste forse la più importante è quella che si trova sopra il portale centrale della facciata, che ricorda la consacrazione nel 1762 della chiesa e di cui si riporta qui di seguito l'iscrizione (in latino) e la sua traduzione italiana, tratta dal volume di Narciso Drago[4].

| D.O.M. AEDEM HANC PUBLICO SUMPTU POSITAM ET SANCTO JOHANN BAPTISTAE DICATAM ILL.MUS ER REV.MUS D. JOSEPH AUGUSTINUS DELBEQUUS PATRITIUS UNELIENSIS TUM ALGUERIENSUS EPISCUPUS DEIN ARCHIEPISÕPUS CALARITANUS CONSECRAVIT ANNO MDCCLXII EAMQUE LATERANENSI BASILICAE AGGREGARI CURAVIT EIUQ. FRONTEM ADHUC INCOMPOSITAM AES PUBLICUM AD HANC ELEGANTIONEM FORMAM ITEM PERDUXIT MDCCCXXXII EADEMQ. ANNO MDCCCLXXXVII DIE XXIII FEBRUARII A TERRAEMOTU VEHEMENTISSIME CONCUSSA ADMINISTRATORUM CURA INTUS EXTERIUSQ. RESTAURATA FUIT ANNO MDCCCLXXXIX                                                                       |
| A Dio ottimo massimo. L'illustrissimo e reverendissimo D. Giuseppe Agostino Delbecco, patrizio onegliese, allora vescovo di Alghero e poi arcivescovo di Cagliari, consacrò nell'anno 1762, questo tempio costruito a spese pubbliche e dedicato a S. Giovanni Battista e lo foce aggregare alla basilica lateranense. E col contributo della cittadinanza si portò la facciata, ancora incompleta, a questa più elegante forma, nel 1832. E inoltre questo tempio, scosso da un violento terremoto il giorno 23 febbraio 1887, per cura degli amministratori fu restaurato esternamente ed internamente nell'anno 1889. |

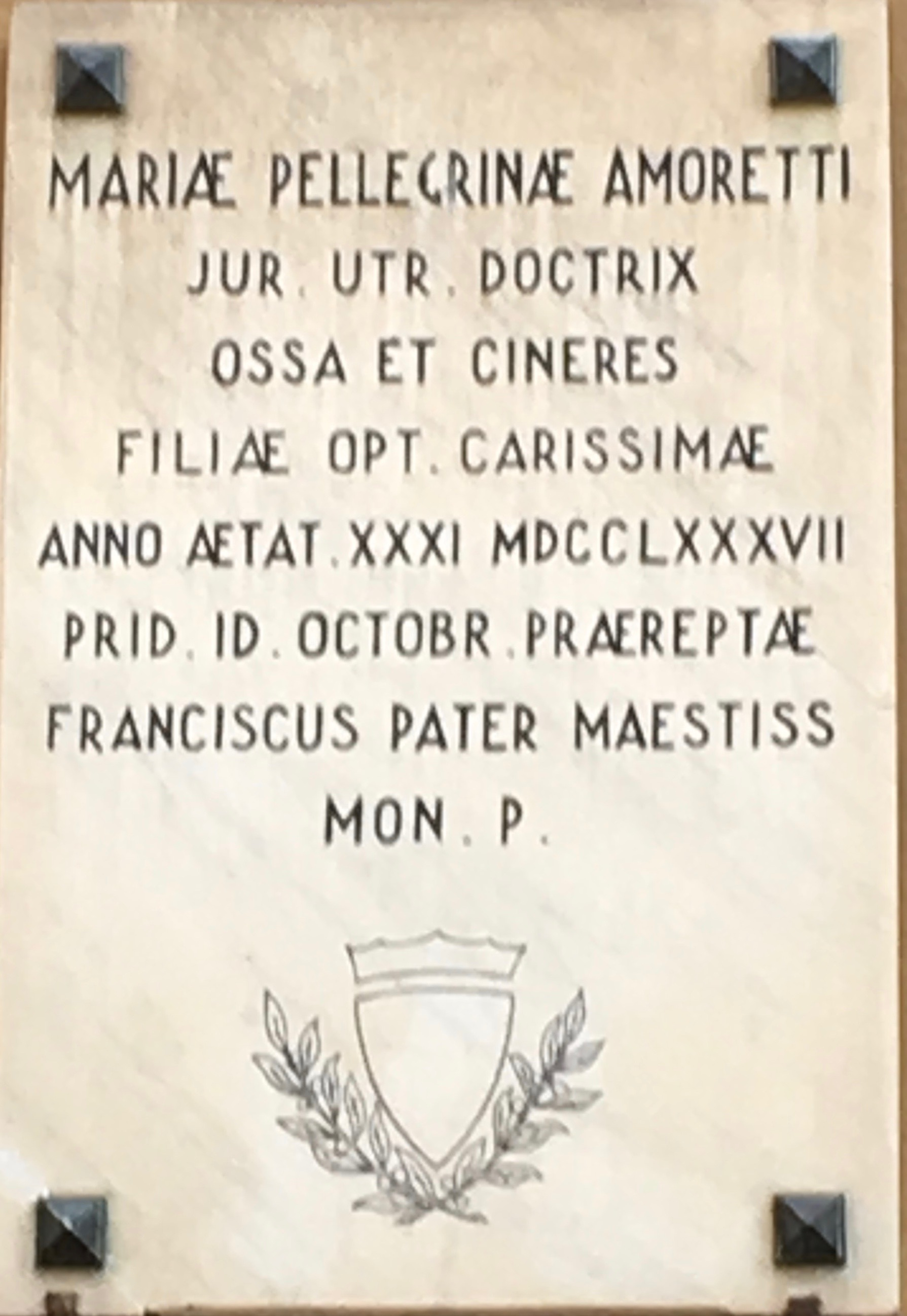
Epitaffio di Maria Pellegrina Amoretti

- Sulla parete nord, lungo la via a lei intitolata, è murata la lapide sepolcrale di Maria Pellegrina Amoretti, (Oneglia, 1756-1737), insigne giurista che fu la terza donna laureata in Italia.

- Sulla parete esterna dell'abside, ad un'altezza di molti metri da terra, sono murate tre palle di cannone ed una piccola lapide con la data "1792": risalgono al 23 ottobre del 1792, giorno in cui la flotta rivoluzionaria francese bombardò Oneglia per rappresaglia dopo che un ufficiale, sceso a terra per trattare, era stato ucciso dalle truppe locali.